# Bachelor (France)
Ne doit pas être confondu avec Baccalauréat universitaire, Licence (France) ou Bachelor universitaire de technologie.
Pour les articles homonymes, voir Bachelor.
En France, le bachelor est un nom générique désignant un cursus de formation d'enseignement supérieur d'une durée de trois ou quatre ans après le baccalauréat, hors du système universitaire. Il n'est ni un diplôme, ni un titre.
En école supérieure de commerce (ESC) ou d'ingénieurs, il n'ouvre généralement pas droit à une poursuite d'études en grade de master. Le terme bachelor est très répandu parmi les cursus post-bac de ces écoles,. En revanche, leur bachelor délivre quasi-systématiquement un diplôme visé conférant grade de licence,,.
Par défaut, le diplôme délivré à l'issue d'un cursus bachelor n'est pas reconnu comme un diplôme national par le ministère de l'Enseignement supérieur, et ne dispose pas systématiquement d'une inscription au RNCP. Il est alors délivré un diplôme d'établissement, sans reconnaissance académique, ni professionnelle vis-à-vis de l'État.
Un cursus bachelor, en 3 ans, peut mener à la délivrance, :
- d'un diplôme visé conférant grade de licence (ESC, écoles d'ingénieurs, etc.) ;
- d'un diplômé visé seul (EESPIG, écoles privées reconnues) ;
- d'un bachelor universitaire de technologie (universités, IUT)[10];
- d'un titre à finalité professionnelle, dit « titre RNCP » (majorité des écoles privées) ;
- d'un simple diplôme sous le sceau propre de l'établissement, sans aucune reconnaissance de l'État.

## Lebacheloren France
Plusieurs diplômes coexistent en France sous le nom de bachelor : bachelor, bachelor in business administration, bachelor of science, apportant ainsi la confusion au sein du paysage des bachelors en France. Ils ne sont pas reconnus par l'État, contrairement au Bachelor universitaire de technologie qui est un diplôme national.
Le nom s'inspire du bachelor’s degree anglo-saxon, et il est dispensé généralement dans des écoles privées. Généralement, les écoles de commerce consulaires comme l'ESCP, l'EM Lyon ou l'EDHEC délivrent, au sein d'un cursus de « bachelor » ou de « BBA », un diplôme conférant le grade de licence[réf. nécessaire]. 
Des diplômes bachelor conférant un grade de licence sont entre autres délivrés par des écoles supérieures de commerce, mais aussi des établissements tels que CentraleSupélec, l'ESCP Business School, l'École polytechnique, et Arts et Métiers[réf. nécessaire].

### Liste non-exhaustive de cursus «bachelor» en établissements publics ou consulaires en France
| Académie   | Titre de la formation                      | Établissement                                | Type d'établissement                  |
| ---------- | ------------------------------------------ | -------------------------------------------- | ------------------------------------- |
| Versailles | Bachelor of Science                        | École polytechnique                          | Public                                |
| Paris      | Bachelor de Technologie                    | École nationale supérieure d'arts et métiers | Public                                |
| Paris      | Bachelor du Collège universitaire          | Sciences Po                                  | Public                                |
| Paris      | Bachelor of Global Engineering             | CentraleSupélec, Université Paris-Saclay     | Public                                |
| Cergy      | Bachelor Act                               | CY Cergy Paris Université et ESSEC           | Public                                |
| Versailles | Bachelor en Sciences du Management         | IMT Business School                          | Public                                |
| Paris      | Bachelor in Management                     | ESCP Business School                         | Consulaire (privé à capitaux publics) |
| Lyon       | Global Bachelor of Business Administration | EM Lyon Business School                      | Consulaire (privé à capitaux publics) |
| Strasbourg | Bachelor Affaires internationales          | EM Strasbourg Business School                | Public                                |

## Le cursusBachelordans les établissements publics et les écoles de commerce

### Bachelorconférant le grade de licence
En France, le bachelor peut conférer le grade de licence depuis 2020.
Dans le cadre de la loi de finances pour 2020, le ministère de l'Enseignement supérieur, de la Recherche et de l'Innovation annonce en septembre 2019 un renforcement des contrôles des académies sur les formations de l'enseignement supérieur privé. L'objectif étant, selon le ministère, de « valoriser les formations de qualité et de sanctionner les pratiques commerciales trompeuses, en particulier lorsqu’elles induisent les étudiants et leurs familles en erreur sur la nature des diplômes délivrés ».
Le 29 janvier 2020, la ministre de l'Enseignement supérieur, de la Recherche et de l'Innovation Frédérique Vidal, annonce que des bachelors de l'enseignement supérieur privé pourront obtenir le grade de licence dès 2020 pour « augmenter la lisibilité pour les jeunes et leurs familles ». Selon la ministre, les établissements privés ayant déjà des diplômes visés par l'État ou ayant le label EESPIG pourront en faire la demande. La Commission des titres d'ingénieur (CTI) sera chargée de l'évaluation des bachelors en ingénierie, la Commission d’évaluation des formations et diplômes de gestion (CEFDG) sera quant à elle chargée d'évaluer les formations en management des écoles de commerces comme les bachelor of business administration (BBA) français. Les autres bachelors seront évalués par Haut Conseil de l’évaluation de la recherche et de l’enseignement supérieur (HCERES).[réf. nécessaire]
En janvier 2021, une première campagne d'évaluation de bachelors a eu lieu : 15 bachelors en management (BBA), évalués par la commission d'évaluation des formations et diplômes de gestion (CEFDG) et 17 en sciences (BSc), évalués par la commission des titres d’ingénieur (CTI) bénéficient du grade de licence, vu comme un « gage de qualité »,. Les écoles techniques privées reconnues par l'État bénéficieront à terme du grade de licence pour leurs « diplômes de premier cycle », dont fait partie le bachelor. La prochaine campagne d'évaluation de bachelors aura lieu sur l'année universitaire 2022-2023 et concernera également les écoles privées ne relevant pas des domaines de la gestion et de l'ingénierie.
En juin 2021, Thierry Coulhon, président du Haut Conseil de l'évaluation de la recherche et de l'enseignement supérieur (Hcéres), l'autorité administrative chargé de l'évaluation de l'enseignement supérieur, et notamment de ces bachelors ne relevant pas des domaines de la gestion et de l'ingénierie, précisait avoir ainsi « mis en place une troisième voie de bachelor » pour l'attribution du grade de licence, notamment pour les bachelors d'écoles d'audiovisuel, de design ou de journalisme.

### LeBachelor of business administration(BBA)dans les écoles de commerce
En France, les bachelor of business administration (BBA) qui confèrent le grade de licence se déroulent généralement en 4 ans.
Il s'agit des Global BBA de l’EM Lyon,de l'Essec, et de Skema, de l’International BBA de l'EDHEC, du bachelor en management international et du Bachelor communication digitale et e-business de l’ESC Clermont, du Bachelor business developer de l’ESC Pau, du Bachelor in management (BSc) de l’ESCP, du Bachelor en management international de l’Essca, du Bachelor en management de l’ICN, du Bachelor in international business de l’IÉSEG, du Bachelor of international business administration de Montpellier Business School, du Global bachelor in management et du International BBA de South Champagne Business School Troyes.
Ces bachelors doivent, pour être visés par l'État, inclure 50% de docteurs parmi l'équipe permanente d'enseignement, avoir une politique de diversité sociale incluant des bourses, de professionnalisation, d'internationalisation et un lien avec les autres établissements d'enseignement supérieur locaux.

## Le cursusBachelordans les établissements privés

### Bachelordélivrant un diplôme visé par l'État

Logo officiel garantissant le visa du ministère de l'Enseignement supérieur sur une formation.

En France, un bachelor peut être un diplôme visé par le ministère de l'Enseignement supérieur, de la Recherche et de l'Innovation.
Ce visa du ministère de l’Enseignement supérieur, de la Recherche et de l'Innovation est une reconnaissance importante puisqu'il officialise le niveau académique d'une formation précise et indique que l'État s'engage sur la qualité de la formation[réf. nécessaire].
Parmi les bachelors visés par l'État, on compte le bachelor d'écoles d'audiovisuel telles que l'Institut International de l'Image et du son (3iS) qui délivre un DESTIS, celui de l'École supérieure de réalisation audiovisuelle (ESRA) délivrant un DESRA ; le Bachelor of Arts (BA) de l'Institut français de la mode (IFM), école privée membre de l'établissement public Hesam Université, ou encore d'écoles de commerce n'ayant pas encore obtenu le diplôme conférant grade de licence, comme le bachelor de Paris School of Business.
Les écoles et formations visées sont soumises à un contrôle pédagogique en continu. Le contenu des formations, les jurys d'admission et les commissions délivrant les diplômes sont examinés.[réf. nécessaire]

### Bachelordélivrant un titre à finalité professionnelle reconnu par l'État

Logotype officiel garantissant la certification du ministère du Travail, de l'Emploi et de l'Insertion et de l'établissement public France compétences pour une formation.

En France, le bachelor peut amener à la délivrance d'un titre à finalité professionnelle reconnu par le ministère du Travail, mais cela n'est pas une reconnaissance académique, notamment pour la poursuite d'études. Il s'agit d'une certification essentiellement à visée professionnalisante[source insuffisante]. Le titre à finalité professionnelle est le palier précédant le passage au diplôme visé (délivrance du visa).
Un bachelor délivrant un titre à finalité professionnelle enregistré au RNCP et reconnu par le ministère du Travail, de l'Emploi, de la Formation Professionnelle et du Dialogue Social est le premier palier de la reconnaissance d’un diplôme.
Parmi les bachelors certifiés par l'État, on compte le bachelor d'écoles de design telles que l'école publique consulaire Gobelins, l'école publique de la Ville de Paris l'École professionnelle supérieure d'arts graphiques (EPSAA), l'École Camondo, Penninghen ou Strate École de Design ; d'écoles de journalisme telles que l'École supérieure de journalisme de Paris, l'Institut européen de journalisme (IEJ) ou l'École W ; ou d'écoles d'audiovisuel telles que le Conservatoire libre du cinéma français (CLCF), le Conservatoire européen d'écriture audiovisuelle (CEEA) ou l'École supérieure d'études cinématographiques (ESEC).
Mais il ne garantit pas son niveau académique comme le fait un diplôme visé ou un diplôme conférant grade de licence accordés par le ministère de l’Enseignement supérieur, de la Recherche et de l'Innovation,. En France, l'enregistrement d'une certification professionnelle par l'État se fait au sein du Répertoire national des certifications professionnelles (RNCP) tenu par l'établissement public France compétences.

### Bachelordélivrant un diplôme d'établissement

#### Bachelordélivrant un diplôme d'université (DU)
En France, des universités publiques multiplient ces dernières années la création de formations nommées « bachelor », délivrant un diplôme d'université (DU) niveau bac +3 telles que CY Cergy Paris Université, avec un bachelor en « Data Science by Design » délivrant un diplôme d'université ainsi qu'un diplôme national de licence (DNL) en Informatique, un bachelor en « Science forensique » délivrant un diplôme d'université ou encore un bachelor en « Stratégie digitale, Intelligence Artificielle et Design » délivrant également un diplôme d'université (DU) niveau bac +3,,. Il s'agit d'un diplôme propre à une université française, non reconnu au niveau national, contrairement au diplôme national de licence, de master, de doctorat et visé qui sont des diplômes reconnus par l'État.

#### Autres diplômes d'établissements
En tant que tel, le bachelor n'est pas un titre reconnu par le ministère de l'Enseignement supérieur, de la Recherche et de l'Innovation, bien que certaines écoles privées (notamment de commerce) utilisent un vocabulaire opaque pour vendre ces diplômes,.
Après un bachelor, 58 % des étudiants entrent dans la vie professionnelle, et 40 % poursuivent leurs études,[réf. nécessaire] ce qui le différencie du bachelor anglo-saxon, destiné à une insertion professionnelle immédiate). Les étudiants d'un bachelor d'une école de commerce peuvent ainsi poursuivre dans le programme supérieur (souvent appelé « grande école »), qui lui, peut délivrer un diplôme visé par le ministère de l'Enseignement supérieur, de la Recherche et de l'Innovation.

## Critiques
Le coût élevé de la formation, souvent entre 3 000 € et 15 000 € l'année (contre la quasi-gratuité pour un diplôme de licence), est régulièrement critiqué, accusé de renforcer des inégalités sociales. Le nombre très élevé d'étudiants dans certaines écoles implique aussi une sélection très faible concernant le niveau des étudiants, ainsi qu'un encadrement des élèves très théorique. Selon Jean-Philippe Ammeux, directeur de l'IÉSEG, « Certaines institutions gonflent leurs effectifs pour augmenter leurs ressources ».
La qualité très inégale des formations est aussi souvent pointée du doigt : professionnels à la pédagogie inefficace, ou universitaires enseignant en dehors de leur domaine de compétence. Peu de régulations existent pour encadrer ces formations, celles-ci n'étant pas des diplômes nationaux. L'insertion professionnelle peut aussi faire défaut, alors que les recruteurs français continuent de préférer les titulaires d'un diplôme de master. Dans le même temps, certaines de ces formations sont conçues pour que les élèves continuent leurs études dans une autre formation de leur école, et peut ainsi servir à contourner le concours d'entrée.